# Gabela (Angola)
Pour les articles homonymes, voir Gabela.
Gabela est une ville de la province de Cuanza-Sud en Angola.

## Personnalités
- Ana de Santana, poète.